# Scott E. Parazynski
Scott Edward Parazynski est un médecin et astronaute américain né le 28 juillet 1961 à Little Rock.
C'est le premier astronaute à avoir réussi l'ascension de l'Everest.

## Biographie
Médecin de formation, il est passé par Harvard et l'université Stanford. Il a été entraîneur olympique de l'équipe de luge pour les jeux de Calgary. Il a conduit une expédition scientifique de plongée dans un lac d'altitude. Il est pilote d'avion, certifié pour le vol aux instruments. Il a réussi l'ascension de l'Everest à sa deuxième tentative, en ayant sur lui un échantillon de roche lunaire prêté par la Nasa. Lors de la mission STS-95, l'un de ses cinq séjours dans l'espace, il a été le médecin personnel de John Glenn, qui a été à cette occasion le plus vieil astronaute dans l'espace à 77 ans.

## Vols réalisés
- Atlantis STS-66, lancée le 3 novembre 1994.
- Atlantis STS-86, lancée le 25 septembre 1997 : 7e rendez-vous entre une navette américaine et la station spatiale Mir.
- Discovery STS-95, lancée le 29 octobre 1998.
- Endeavour STS-100, lancée le 19 avril 2001 : 9e mission vers l'ISS.
- Discovery STS-120, lancée le 23 octobre 2007 : 23e mission vers l'ISS.

## Récompense
- Leif Erikson Awards, 2016

- L'astéroïde (534299) Parazynski porte son nom.